# Manono I.
Manono I. je bila havajska princeza. Riječ manono na havajskom ima nekoliko značenja. To je ime dano mnogim biljkama.
Njezini su roditelji bili kralj Alapaʻi Veliki i njegova žena Kamakaimoku, poznata po ljepoti i vezama. Alapainui je bio uzurpator.
Bila je polusestra poglavice Kalaniopuu-a-Kaiamamaa, poglavice Keaweʻōpale te teta Kamehamehe I. Velikog.
Udala se za Keōuu i rodila mu kćer Kiʻilaweau, preko koje je bila baka Keaoue Kekuaokalanija.